# 1986年美国空袭利比亚
1986年美国空袭利比亚（英語：1986 United States bombing of Libya），美军代号为 “黄金峡谷”行动（英語：Operation El Dorado Canyon）是美国空军、海军和海军陆战队于1986年4月15日联合执行的一次对利比亚的空袭行动。此次空袭行动是对1986年柏林迪斯科舞厅爆炸案的回应。
在行动过程中，美军以电子战飞机为先导，首先压制干扰了利比亚的防空系统，然后再出动大批战机实施精确打击，在很短的时间内就摧毁了重点预定目标，迅速完成作战目的。这次作战被认为开创了现代“外科手术”式的作战模式。

## 背景

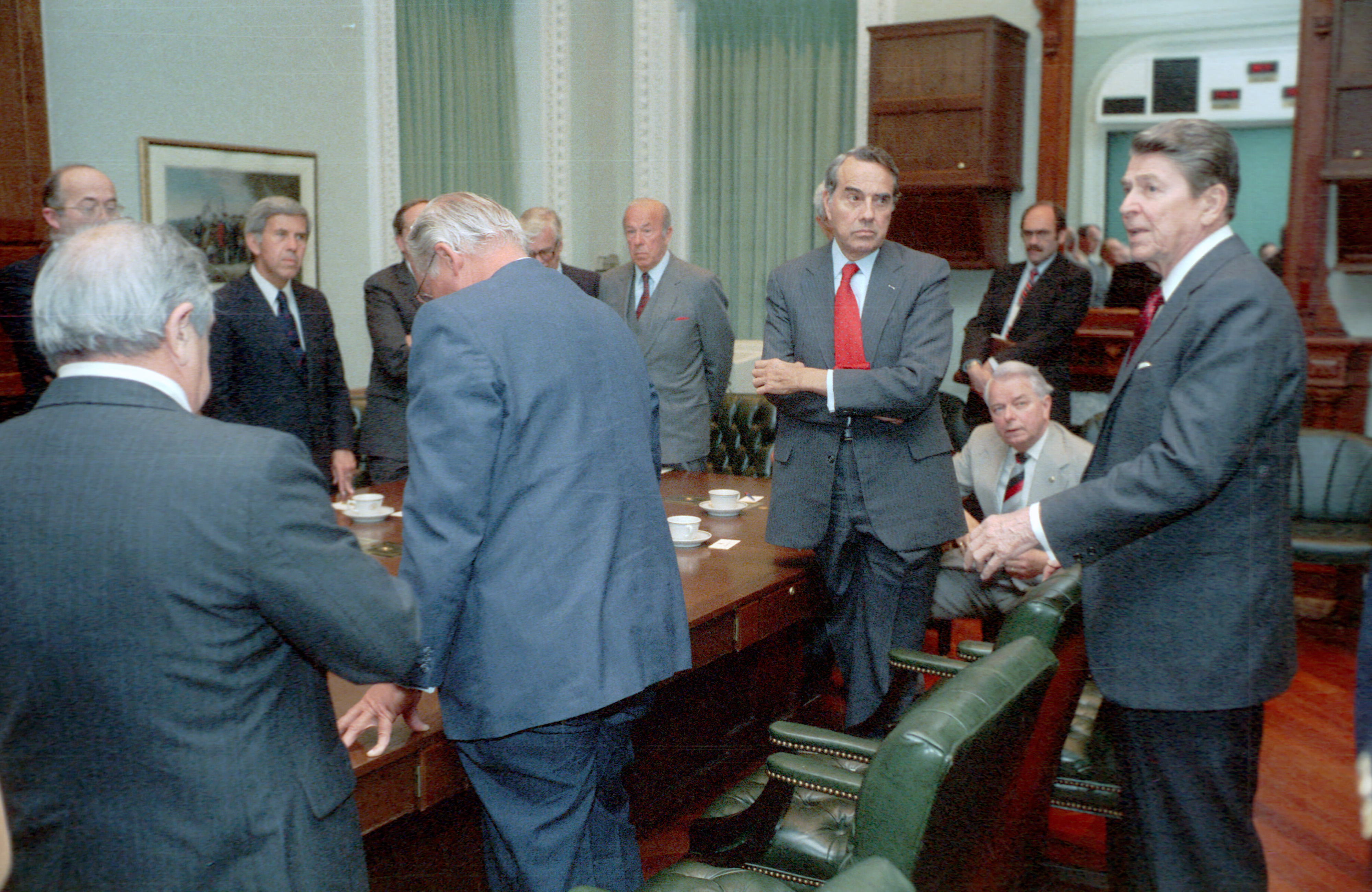
里根總統向國會兩黨領袖諮詢關於轟炸利比亞的意見

1969年8月1日，利比亚上尉军官穆阿迈尔·卡扎菲领导“自由军官”组织发动政变，推翻亲美的利比亞王國，建立共和国，并担任国家元首。卡扎菲执政后逐渐施行亲苏反美的政策，收回了美国在利比亚的惠勒斯空军基地，赶走六千多名美国军事人员。该基地是当时美国在非洲最大的军事基地，是美国监视苏联在黑海和地中海军事动向的重要基地。同时还废除了前政权同美国签订的军事和经济技术协定，限制美国舰船在利比亚领海的行动，最终利比亚在1982年与美国断交。于此同时，利比亚加强了同苏联的合作，逐渐成为苏联在中东的重要盟友。
1982年以后，在欧洲和中东地区发生了多起针对美国的恐怖活动。期间卡扎菲及利比亚政府多次表示支持这种行动。美国为了整个对苏战略的需要，在地中海地区制衡苏联势力，决定对利比亚实施军事打击。美国对利比亚的战事一触即发。
1986年3月，美国与利比亚在锡德拉湾爆发冲突。同年4月5日，利比亚特工在西德的西柏林一家迪斯科舞厅制造了一起恐怖爆炸袭击，造成3名美军士兵和一名土耳其妇女死亡，260人受伤。爆炸发生后，美国政府立即指责利比亚领导人卡扎菲与此案有关。该爆炸案称为空袭事件的导火索。
2020年，美国《华盛顿邮报》与德国电视二台等媒体的调查发现，美国中央情报局与西德联邦情报局通过利比亚政府使用的、装有后门程序的瑞士克里普陀加密器全面窃听了利比亚驻民主德国大使馆与利比亚政府间的外交通讯。而西德联邦情报局更是在事前就已得知利比亚将袭击柏林舞厅的消息，事后美国方面也是根据这一窃听得知了卡扎菲与此案的关联。

## 作战准备
4月6日下午，美国总统罗纳德·里根在白宫主持召开了紧急会议，讨论再次军事打击利比亚问题。会议排除了苏联直接军事干预的可能性后，作出了再次对利比亚实施军事打击的决策，作战计划由美国参谋长联席会议主席威廉·克劳负责拟定。
4月9日晚克劳向里根呈交作战计划。该计划提出以美国海军第六舰队的珊瑚海号和美利堅号航母编队的A-6入侵者式攻击机和美军驻英国的拉肯希斯空军基地的F-111战斗轰炸机为主对利比亚目标实施夜间空中突袭。对于该计划，里根当晚表示原则批准，并命名这次作战行动为“黄金峡谷”行动。
美国向英国、法国和西班牙通报了该计划。英国表示同意美军使用其基地，但是法国和西班牙没有同意美军战斗机使用其领空。这使得从英国基地起飞的美国战机的空袭作战的航程由2200公里增大为5180多公里。从4月10日期起，美国开始按照作战计划部署兵力。美军还从本土增派10架KC-10加油机飞往驻英空军基地待命，也是KC-10自1981年交付後首次應用於實戰當中。4月14日，里根总统最后批准了空袭作战方案，决定当日下午7点开始空袭行动。

面对美国的军事压力，利比亚方面为了保存实力，将400架战斗机秘密转移到邻国苏丹，并将一些军用运输机由沿海转移到内地沙漠地区，加强了某些重要目标的防空，将军队撤离兵营，同时将外国技术人员和工人作为人质集中到油田。

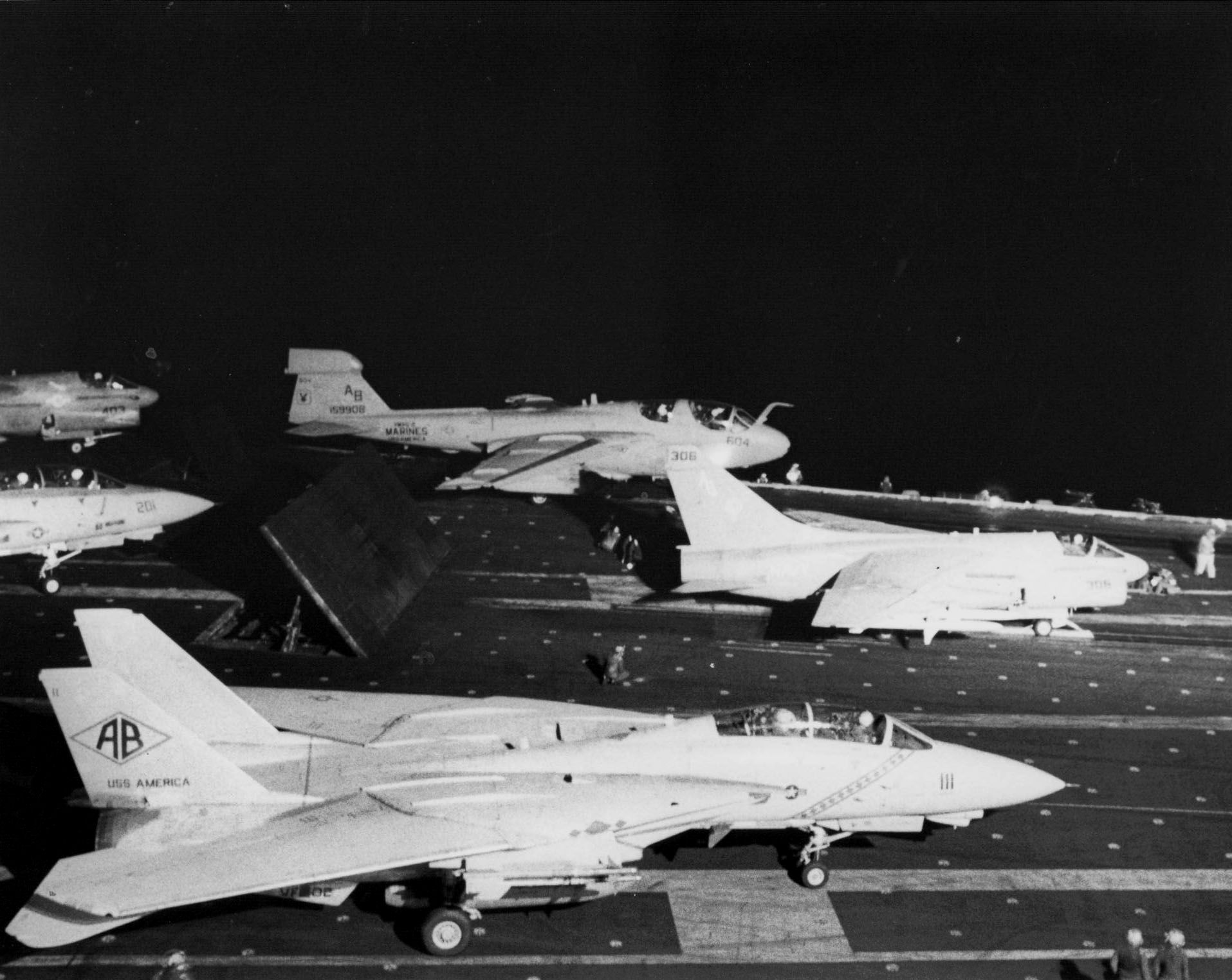
美利堅號航母上準備啟程前往利比亞的轟炸機

## 作战过程
当地时间凌晨1时54分，美国海、空军完成空中协调，进入战斗状态。美军出动EA-6徘徊者式电子作战机开始对利比亚防空导弹制导雷达、无线通讯实施电子干扰。与此同时，海军航空兵舰载机率先对利军防空阵地发起导弹攻击。摧毁利地面雷达站5座，并迫使其他雷达站关机，使利比亚整个防空体系陷入瘫痪状态，为实施主攻创造了有利条件。
在舰载机压制利比亚防空阵地的同时，来自英国空军基地的16架F-111战斗轰炸机和14架从珊瑚海号和美利堅号航母上起飞的A-6入侵者式攻击机组成5个空袭编队，于4月15日2时整，分别对的黎波里和班加西5个预定目标同时发起攻击：
在的黎波里方向：3个编队分别攻击了利比亚领导人卡扎菲住地，利比亚总参谋部所在地阿齐齐亚兵营、的黎波里国际机场军用区和西迪比拉勒兵营“突击队训练中心”；
在班加西方向：2个编队分别攻击了班加西贝尼纳军用机场和班加西民众国兵营。
至2时12分，空袭结束。前后持续时间共18分钟，其中主攻时间仅11分钟。

## 空袭结果
在本次空袭中美军共出动海空军飞机150多架，炸毁利比亚军用飞机14架，炸伤多架，摧毁利比亚雷达站5座，炸死炸伤利比亚军民700多人。卡扎菲的一岁半的养女也死于这次空袭，本人受轻伤。卡扎菲六子賽義夫·阿拉伯·卡達菲亦被炸傷。
美军有一架F-111轰炸机被利比亚地面炮火击落，两名机组成员死亡。

## 反應

### 國際反應
這次襲擊遭到許多國家的譴責。 聯合國大會以79票贊成、28 票反對、33票棄權通過了第 41/38 號決議。決議譴責美國在1986年4月15日對大阿拉伯利比亞人民社會主義民眾國實施的軍事襲擊，違反了《聯合國憲章》和國際法。
不結盟運動表示，它譴責了「卑鄙、公然和無端的侵略行為」。阿拉伯國家聯盟表示，它對美國的侵略感到憤怒，它加劇了國際關係中的無政府狀態。非洲聯盟在其聲明中表示，美軍蓄意殺害利比亞人已違反了國際法原則。伊朗政府指這次襲擊構成了侵略、砲艦外交及戰爭行為，並呼籲對美國進行廣泛的政治和經濟抵制。
一些觀察家則認為，《聯合國憲章》第五十一條給了美國攻擊利比亞的法律基礎，該條例保障了國家受武力攻擊威脅時，具有自衛的權利。然而這說法受到廣泛的批評。華爾街日報指如果其他國家像美國一樣傲慢地執行第51條，那麼「尼加拉瓜政府非常合理地預測到美國正計劃對其領土進行襲擊，因此有權轟炸華盛頓。」英國外交大臣丹尼士·希利告訴美國廣播公司新聞網，指如果根據美國所說，以防禦未來襲擊為理由合理化攻擊，那麼英國也可以轟炸紐約和芝加哥的公寓樓，因為那裡有向愛爾蘭共和軍送錢和軍事物資的人。
不過，美國得到了英國、加拿大、澳大利亞、以色列和其他25個國家的支持。時任英國首相柴契爾夫人因批准攻擊利比亞的戰機，使用皇家空軍基地招致了大量公眾批評。其中包括《星期日泰晤士報》報導稱女王對這樣一位「冷漠」的首相感到不安。 另一方面，美國人則強烈支持柴契爾夫人，美英之間長期存在的特殊關係得到加強。

## 相关
- 奥德赛黎明行动
- 锡德拉湾事件 (1981年)
- 第二次锡德拉湾事件

## 延伸阅读
- Stanik, Joseph T. . Annapolis, Maryland: Naval Institute Press. 2003. ISBN 1-55750-983-2.
- Venkus, Robert E. . New York: St. Martin's Press. 1992. ISBN 0-312-07073-X.
- Davis, Brian L. (1990). Qaddafi, Terrorism, and the Origins of the U.S. Attack on Libya. New York. Praeger Publishers. ISBN 0-275-93302-4